# Cavalleggero
I cavalleggeri sono, come dice il nome, una specialità della cavalleria leggera.

## Storia
In origine si diede il nome di cavalleggeri a una cavalleria di categoria inferiore, durante il periodo classico della cavalleria feudale. Erano così classificati i cavalieri armati di coltellaccio, i paggi dei lancieri, e i balestrieri a cavallo.
Nel 1498, in Francia, sotto Luigi XII fu dato questo nome a compagnie a cavallo, costituenti una sorta di fanteria montata, tale corpo speciale rimase fino al 1570.
Nel 1593 sotto Enrico IV fu costituita la compagnia dei cavalleggeri della guardia, che faceva parte della Maison du Roi (la guardia militare del re di Francia) in sostituzione dei precedenti gentilhommes à bec de corbin, avendo il terzo rango, dopo le guardie del corpo (a piedi) e i gendarmi della guardia. Si trattava di un corpo reclutato solo fra la nobiltà, molto bene addestrato, che assicurava la guardia a cavallo del re. La compagnia fu sciolta nel 1787 per ragioni di costo. Raggiunse il massimo degli effettivi sotto il regno di Luigi XIV che la portò a 200 uomini.
Anche negli altri Stati intanto e nelle stesse milizie comunali italiane, si istituirono i cavalleggeri. Nella Repubblica fiorentina venne stabilito che ne fossero regolarmente iscritti cinquecento, armati di balestre e scoppietti, con facoltà di armare soltanto il dieci per cento di lancia. I drappelli erano costituiti in bandiere ciascuna delle quali era formata da cinquanta cavalleggeri ed era comandata da un condottiero.
Dopo il 1600 troviamo che questa specialità della cavalleria, resa più snella e pratica nel campo dell'impiego dell'arma, va divulgandosi e aumentando di numero in proporzione della Cavalleria di linea o pesante. I cavalleggeri dell'epoca erano armati di carabina o pistolone, e finirono per costituire la cavalleria leggera di linea.
Probabilmente a imitazione della Francia, unità di cavalleggeri furono create in Sassonia nel 1735. Alla fine del Settecento esse furono disciolte o convertite in reggimenti di ulani.
Dal 1759 al 1765, l'Austria convertì sei reggimenti di dragoni in cavalleggeri. La monarchia asburgica utilizzò queste unità, reclutate fra i sudditi tedeschi, come gli ussari ungheresi.
Altre unità di dragoni leggeri furono ribattezzate "cavalleggeri" nel 1801, benché conservassero le tattiche e l'armamento dei dragoni; queste unità furono riconvertite in reggimenti di dragoni o di ulani nel 1851.
Nel 1799 in Francia vennero creati, come corpo scelto sei reggimenti di cavalleggeri, e sotto Napoleone nove reggimenti armati di lancia.
 In particolare tre reggimenti di cavalleggeri facevano parte della Guardia Imperiale. L'ultima di queste unità fu sciolta nel 1816.
Nel 1811 la Baviera convertì tutta la sua cavalleria in cavalleggeri. Anche se in seguito furono costituiti reggimenti di cavalleria pesante, la maggior parte della cavalleria bavarese rimase costituita da cavalleggeri. Gli otto reggimenti bavaresi erano gli unici cavalleggeri nell'esercito dell'Impero Germanico e perciò questa specialità era ritenuta tipicamente bavarese. Furono sciolti nel 1919 alla caduta dell'Impero.
Nel Regio Esercito del Regno d'Italia ci furono fino a diciotto reggimenti di cavalleggeri:
- Cavalleggeri di Foggia (11º) dal 1863 al 1920;
- Cavalleggeri di Saluzzo (12º) dal 1848 al 1990, ex 7º Cavalleria (1848-1850), ex Dragoni Lombardi (1832-1848);
- Cavalleggeri di Monferrato (13º) dal 1850 al 1943;
- Cavalleggeri di Alessandria (14º) dal 1850 al 1979;
- Cavalleggeri di Lodi (15º) dal 1859 a oggi;
- Cavalleggeri di Lucca (16º) dal 1859 al 1943;
- Cavalleggeri di Caserta (17º) dal 1863 al 1919;
- Cavalleggeri di Piacenza (18º) dal 1859 al 1919;
- Cavalleggeri Guide (19º) dal 1859 a oggi;
- Cavalleggeri di Roma (20º) dal 1871 al 1919;
- Cavalleggeri di Padova (21º) dal 1883 al 1919;
- Cavalleggeri di Catania (22º) dal 1883 al 1919;
- Cavalleggeri di Umberto I (23º) dal 1887 al 1919;
- Cavalleggeri di Vicenza (24º) dal 1887 al 1919;
- Cavalleggeri di Aquila (27º) dal 1909 al 1919;
- Cavalleggeri di Treviso (28º) dal 1909 al 1991;
- Cavalleggeri di Udine (29º) dal 1909 al 1919;
- Cavalleggeri di Palermo (30º) dal 1915 al 1943;

e inoltre il reparto Cavalleggeri di Sardegna, con vicende intermittenti dal 1726 al 1944, ex Cacciatori Reali di Sardegna (1819-1821), ex Dragoni di Sardegna (1726-1808).
Oggi, nell'Esercito Italiano sopravvive un solo reggimento di questa specialità, il 19° Cavalleggeri Guide.

## Unità italiane di Cavalleggeri

### Cavalleggeri del Re
Reggimento di Cavalleria formatosi in Piemonte nel 1689, denominato Dragons verts, e poi Dragons du Genevois, su due squadroni.
Nel 1743 fu detto Dragoni di Sua Altezza Reale. Nel 1744 fu portato a quattro squadroni e denominato Reggimento di cavalli di Sua Maestà. Nel 1798 divenne 2º reggimento dragoni piemontesi, agli ordini del Bonaparte e fu sciolto l'anno seguente.
Nel 1814 viene ricostituito col nome Reggimento Cavalleggeri del Re, su sei squadroni. Nel 1821, in seguito ai moti costituzionali cui elementi del reggimento presero parte, venne disciolto.
Dal 1690 in poi, partecipò a tutte le guerre sino a quella del 1815 contro la Francia.

### Cavalleggeri di Napoli
I Cavalleggeri di Napoli era un corpo volontario di cavalleria, costituito a Caserta nel 1860 al Comando del tenente colonnello Ferraro, parte dei volontari furono incorporati nelle truppe Garibaldine.

### Cavalleggeri di Sardegna
Il reggimento Cavalleggeri di Sardegna fu costituito nel 1832 in Piemonte, con decreto di Carlo Alberto, per il servizio di polizia in Sardegna. Aveva il deposito a Fossano.
L'armamento consisteva in sciabola, moschetto e pistola. Nel 1836 l'organico comprendeva quattro squadroni per un totale di seicentosettantacinque uomini, alle dipendenze del Viceré di Sardegna.
Nel 1853 vennero trasformati in Corpo dei Carabinieri Reali in Sardegna.
Il 19º Squadrone “Sardo”
Spiritualmente riconducibili ai “Cavalleggeri di Sardegna” sono gli uomini del 19º Squadrone “Sardo”.
Nel dicembre del 1914, infatti, in Sardegna - con il concorso dei Reggimenti “Lodi”, “Foggia” e “Umberto I” - nasce il Gruppo Squadroni di Nuova Formazione, ordinato su due squadroni montati: il 19º e il 20º. Di questi solo il 19º sopravviverà come Squadrone Autonomo, poiché il 20º sarà sciolto pochi mesi dopo la sua formazione.
Allo scoppio della Grande Guerra, lo Squadrone è inviato in Albania e inquadrato nel XIV Corpo d'armata.
Nel maggio del 1916 sbarca in Albania il Reggimento “Cavalleggeri di Lodi” cui viene assegnato organicamente anche lo Squadrone “Sardo”, essendo già da tempo amministrato e alimentato di complementi dal “deposito” di quello. Di “Lodi” in Albania condividerà il destino fino al 27 giugno del 1918, quando entra a far parte della Colonna di Cavalleria insieme con quattro squadroni di “Catania” e due di “Palermo”.
La colonna opera nella zona di Vojussa - Semeni.
Il 7 luglio in testa alla colonna della quale costituisce l'avanguardia, irrompe sul campo d'aviazione austriaco di Fieri catturando sei apparecchi, numerosi prigionieri e molto materiale. Lo stesso giorno, con due sezioni di mitraglieri di “Catania” contiene il nemico per dodici ore sul fronte di Metali.
Il Bollettino di Guerra del 9 luglio ricorderà: “La Cavalleria passando tra le pendici occidentali della MalaKastra ed il mare, piombava arditamente sul tergo ed interrompeva a Metali i ponti sul Semeni. Fieri cadeva nelle nostre mani.”
Due giorni dopo, sempre in avanguardia, si imbatte nel fuoco di mitragliatrici nemiche poste a difesa di un ponte di barche e, messe a tacere, procede alla distruzione dello stesso.
Nel prosieguo del movimento verso il torrente Kuci, piomba su una compagnia austro - ungarica in ripiegamento e la cattura.
Raggiunta la retroguardia nemica la scompagina, riuscendo a catturare duecento uomini e una grande quantità di materiale bellico perfettamente efficiente, fra cui sei mitragliatrici e due cannoni completi del munizionamento. Il ponte sul Kuci è fatto saltare.
Il 12 luglio, avendo attraversato il Semeni insieme ad altri due squadroni, è costretto a ripiegare per la violenta reazione nemica.
Dal 21 al 24 gli Austriaci lanciano violente offensive su Kuci; lo squadrone si batte a cavallo e a piedi perdendo il suo Comandante, il capitano Giovanni Battista Menina durante uno dei tanti contrattacchi alla baionetta.
La Colonna di cavalleria in questi ultimi episodi ha subito gravissime perdite e viene ritirata su posizioni più arretrate.
Finalmente da Berat giunge la Fanteria e, tra il 25 e il 30 luglio, si passa al contrattacco.
Gli Squadroni della Colonna sono ormai ridotti a circa 40 uomini duramente provati da stanchezza, malaria e privazioni di ogni sorta.
Ciò nonostante con l'ausilio di uno squadrone di “Catania” appena sbarcato, essa produce l'ultimo sforzo caricando a più riprese un battaglione austriaco che travolge e disperde e il 5 cattura un'intera compagnia.
Fra il 5 e il 7 agosto, prima di essere ritirata dalla linea del fuoco per le gravi perdite subite, la Colonna di Cavalleria cattura due intere compagnie e un'ingente quantità di armi, meritando un'altra citazione sul Bollettino di Guerra del 7 agosto: “ Sul Semeni la nostra Cavalleria in ricognizione, avvistata una colonna nemica, l'attaccò brillantemente e la disperse. L'avversario lasciò molti caduti sul terreno ed ebbe catturati 72 uomini e 5 mitragliatrici.”
Per gli episodi sopra narrati lo squadrone "Sardo", che ha subito ingenti perdite, è decorato, - fatto unico per un'unità a questi livelli - di Medaglia d'Argento al Valor Militare con la seguente motivazione: “I Cavalleggeri dello squadrone ‘Sardo’, avanguardia di un'ardita colonna di cavalleria, travolgevano impetuosamente l'accanita resistenza nemica, seminando ovunque lo scompiglio ed il terrore. In un mese di asprissima lotta, infaticabilmente cercavano e caricavano l'avversario, spezzandone audacemente la superiorità del numero e le ostinate difese. Con le superbe loro gesta, l'incrollabile disciplina, l'abnegazione e l'ardimento, si congiungevano nella gloria alle più fiere tradizioni, antiche e recenti, dell'intrepida gente di Sardegna.”
Le perdite subite dallo squadrone sono di tre ufficiali, tra cui lo stesso Comandante e 27 Cavalleggeri morti o dispersi, oltre a un numero rilevante di uomini messi fuori combattimento dalla malaria. Mancano all'appello, altresì, 38 cavalli mentre 23 di essi riportano ferite varie.
Si conclude così, e nel modo più glorioso, la storia di questo squadrone che, malgrado la breve esistenza, seppe tenere alto l'onore dell'Arma cui appartenne.

### Cavalleggeri di Catania
Il reggimento Cavalleggeri di Catania, venne costituito in Brescia il 1º ottobre 1883, con la fusione dei sesti squadroni dei reggimenti Saluzzo, Alessandria, Lodi, Piacenza, e Guide e col nome di reggimento di cavalleria Catania, mutato nel 1897 in Cavalleggeri.
Nel 1887 concorse alla formazione del 1º Squadrone cacciatori a cavallo d'Africa. Nel 1895 inviò tre ufficiali e settanta gregari in Eritrea. Nel 1911 venne mobilitato il comando di reggimento. Nella Grande Guerra si appiedò.
Nel 1920 venne disciolto e i ricordi storici e lo stendardo custoditi dal reggimento cavalleggeri Vittorio Emanuele II.

### Cavalleggeri di Treviso
Il reggimento Cavalleggeri di Treviso viene costituito nel 1909 con squadroni tratti dai reggimenti: Saluzzo, Alessandria, Lucca, Caserta e Catania. Per la guerra Italo-Turca (1911-1912) fornì complementi e reparti mobilitati. Nella Grande Guerra fu inizialmente impiegato nel 1916 appiedato nelle trincee di Monfalcone. Un suo nucleo passa nei Reparti mitraglieri e partecipò attivamente nella battaglia della Bainsizza. Durante il ripiegamento dell'esercito al Piave il reggimento fu adibito al servizio di protezione della rete ferroviaria fra il Tagliamento e il Piave. Per l'offensiva finale partecipò all'inseguimento del nemico battendo elementi di retroguardia e raggiungendo Carpeneto.
Il 21 novembre 1919 il reggimento fu sciolto e le sue tradizioni affidate al reggimento Alessandria. Ricostituito a Palmanova il 1º ottobre 1975 come 28º Gruppo Squadroni Carri, viene sciolto definitivamente il 31 marzo 1991.
Il suo motto: In certamine audaces.

### Cavalleggeri di Lodi
"Lodi" viene costituito come Reggimento "Cavalleggeri di Lodi" in Alessandria il 16 settembre del 1859, incorporando i Lombardi provenienti dall'Esercito Austriaco sconfitto nella Seconda Guerra d'Indipendenza.
Inviato nelle province dell'Italia Meridionale, prende parte alla campagna di repressione del brigantaggio (1863 - 1865). Partecipa, quindi, alla 3ª Guerra d'Indipendenza (1866) e alla Presa di Roma (1870).
Allo scoppio della Guerra italo-turca (1911 - 1912) viene inviato in Libia, dove s'impone all'attenzione dell'opinione pubblica appuntando al proprio Stendardo due Medaglie d'Argento al V.M.. La prima per la splendida condotta nel combattimento di Henni - bu - Meliana (26 ott. 1911), combattimento nel quale soccorre l'85º Reggimento fanteria "Venezia" sul punto di soccombere, la seconda per la carica di Monterus Nero (23 mar. 1913), allorché salva la Colonna "Fabbri" incappata in un agguato dei Libici ribelli, alla vigilia della caduta di Assaba.
Partecipa alla Grande Guerra (1915 - 1918), presente su tutti i fronti, distinguendosi per tenacia in Albania, per le cariche attorno a Gorizia, dove entra liberandola, nonché per perizia e spirito di sacrificio in Francia. Giunge, poi, fino in Bulgaria dove resta con le truppe di occupazione fino al 1919.
L'esigenza di ridimensionare l'Esercito "a misura di pace" colpisce anche "Lodi", rientrato in Patria solo alla fine del 1919, che - pertanto - viene sciolto nel 1920.
Risorge in Pinerolo nel 1942 come Raggruppamento Esplorante Corazzato (R.E.Co.) "Cavalleggeri di Lodi" per essere inviato prima sul fronte francese e poi in Tunisia. Nonostante una traversata che gli costi gravissime perdite in mezzi e materiali, conduce con perizia, valore e slancio una campagna, i cui risultati possono sintetizzarsi nella ripresa del controllo dell'Asse su tutto il territorio della Reggenza e nei fatti che lo portano, alla testa delle truppe dell'Afrika Korp e della Divisione "Centauro" fin oltre i confini algerini.
L'epilogo (12 mag. 1943) lo vede sacrificarsi, fedele al proprio motto "Lodi s'immola", meritando - come recita la motivazione della 3ª Medaglia d'Argento al V.M. - "l'ammirazione e la riconoscenza della Patria".
In onore dei suoi meriti, rinasce - a livello squadrone - a Montorio Veronese nel 1952, tornando nei ranghi di quella gloriosa Divisione Corazzata "Centauro" con la quale aveva condiviso il destino in terra di Tunisia nel corso della guerra, e nel 1956 sposta la sede a Novara.
La storica Guarnigione di Lenta (Vc) è raggiunta il 16 ottobre 1964. Da qui "Lodi", elevato organicamente alla dimensione di Gruppo Squadroni Esplorante (G.E.D.), soccorre le vicine popolazioni di Vallemosso, Mosso Santa Maria e Pistolesa, travolte dall'alluvione che, nel 1968, colpisce l'alto vercellese; l'abnegazione con la quale si prodiga gli è riconosciuta con la Medaglia di Bronzo al Merito Civile.
Nel 1983, dopo aver contribuito in un primo tempo con un considerevole numero di volontari al rafforzamento del 2º Battaglione Bersaglieri "Governolo" inviato in Medio Oriente, dal marzo al dicembre di quell'anno ('83) "Lodi" è presente con i propri colori in Libano, dove invia - in fasi successive - tre plotoni esploratori per un totale di 5 Ufficiali, 16 sottufficiali e 138 Cavalleggeri, con 7 autoblindo e 15 autocarri.
Trasformati in Gruppo Carri, i "Cavalleggeri di Lodi", nel 1986 passano alle dipendenze della Brigata Meccanizzata "Brescia" con la quale rimane fino al 1991 quando, restituiti al rango di Reggimento e ritrovata la peculiarità esplorante, sono assegnati alle dirette dipendenze del III Corpo d'armata.
Negli anni che vanno fino al 1995 contribuisce, prima in Calabria e poi in Sicilia, allo sforzo dello Stato contro la malavita organizzata, così come - fra i due impegni - aveva concorso ad alleviare le sofferenze delle popolazioni biellesi colpite dall'alluvione del 1994.
Il 31 ottobre del 1995 si scioglie nella sua guarnigione di Lenta, lasciando nella costernazione la Comunità nella quale aveva operato per trent'anni e non senza aver individuato nella città di Lodi il luogo dove poter perpetuare il suo nome e il suo ricordo, nonché nel Museo dell'Arma di Cavalleria in Pinerolo, il custode dell'ingente patrimonio privato.
Le Decorazioni allo Stendardo
Medaglia d'Argento al V.M.: "Per la splendida condotta tenuta dal 1º e 2º squadrone nel combattimento di Henni - bu - Meliana". Libia, 26 ottobre 1911.
Medaglia d'Argento al V.M.: "Per la splendida prova di valore data dagli squadroni 3º e 4º del Reggimento nel combattimento di Monterus Nero, durante il quale con una carica brillantissima rovesciarono il nemico incalzante". Libia, 23 marzo 1913.
Medaglia d'argento al V.M.: "Nel corso di una lunga, durissima campagna d'oltremare, si batteva con indomito ardimento contro un nemico soverchiante per numero e potenza di mezzi. In temerarie puntate esplorative come in eroiche azioni di retroguardia, nell'attacco come nella difesa, sempre presente ove più aspra infuriava la lotta, dava nobile, generoso tributo di sangue. Sull'autoblindo, sul motociclo, sul carro armato leggero, i suoi superbi reparti meccanizzati sapevano essere degni eredi degli squadroni a cavallo del vecchio reggimento, emulandoli nel valore e nel sacrificio e tenendo fede al glorioso motto 'Lodi s'immola'." Tunisia, 20 novembre 1942 - 12 maggio 1943.
Medaglia di Bronzo al M.C.: "In occasione di una violenta alluvione si prodigava generosamente, con uomini e mezzi, in difficili ed estenuanti interventi di soccorso alle popolazioni colpite, contribuendo validamente a contenere e ridurre i disastrosi effetti della calamità". Provincia di Vercelli, 2 novembre - 20 novembre 1968.
Il Motto del Reggimento: Lodi s'immola.

### Cavalleggeri di Saluzzo
Trae le sue origini dal Settimo reggimento di cavalleria formato a Vercelli nell'estate del 1848 con la fusione di due reggimenti, uno di Dragoni e uno di cavalleggeri, detto anche cacciatori a cavallo e poi Cavalleggeri di Pio IX, costituiti con elementi volontari, a Milano nello stesso anno.
Nel gennaio del 1850 il reggimento passò a far parte della cavalleria leggera con il nome di Cavalleggeri di Saluzzo.
Il suo primo squadrone partecipò alla Guerra di Crimea. Nel 1871 prese il nome di 12º Reggimento cavalleria Saluzzo, nel 1897 a Reggimento cavalleggeri Saluzzo. Partecipò alle campagne per l'indipendenza e alle campagne del 1866, 1887-1888, 1895-1896, e alla Guerra Italo-Turca. Inoltre alla repressione del brigantaggio.
Durante la Grande Guerra partecipò inizialmente alle operazioni per la conquista del campo trincerato di Gorizia, raggiungendo le pendici del Sobar e le valli Vertoiba. Inizio Autunno 1917 concorse alla battaglia della Bainsizza, lanciandosi verso Chiapovano, Tarnova e le pendici del San Gabriele. Durante la ritirata dell'Esercito al Piave sostenne combattimenti di retroguardia per ritardare l'avanzata nemica, a cavallo a Beivars e a piedi a Mulino Hoche.
Sferrata la nostra offensiva finale dell'ottobre 1918, il reggimento si lancio all'inseguimento lungo la direttrice Tauriano-Istrago, ove caricò il nemico. Per questo fatto meritò la Medaglia d'Argento e la citazione sul Bollettino di Guerra del Comando supremo militare italiano N.1266.
Motto del reggimento: Quo fata vocant.

### Reggimento Cavalleggeri di Monferrato
Ha origine dagli squadroni Guide costituiti il 12 dicembre 1848 e riuniti in reggimenti cavalleggeri di Monferrato, con il concorso di altri reggimenti di cavalleria Monferrato nel 1876, 13º Reggimento Cavalleggeri di Monferrato nel 1897 e Reggimento cavalleggeri di Monferrato nel 1920.
Partecipò, con gli originari squadroni Guide, alla battaglia di Novara, il 23 marzo 1849. Prese parte con il I squadrone alla spedizione d'Oriente 1855-1856. Combatté nella campagna del 1859 a Montebello, a Pozzolengo e S. Martino. Prese parte ai fatti d'arme di Borgo Valsugana e Levico e del Ponte di Versa nella guerra del 1866.
Concorse alla formazione dello squadrone cacciatori del corpo di operazioni nella prima guerra d'Africa 1887-1888. Inviò complementi nella guerra italo-abissina 1895-1896 e nella guerra italo-turca del 1911-1912. Partecipò alla prima guerra mondiale e concorse alla mobilitazione di reparti per l'Africa Orientale durante la guerra d'Etiopia.
Nella prima guerra mondiale combatté contro l'Austria costituendo la 740ª compagnia mitraglieri a piedi e incorporando nel periodo dell'appiedamento uno squadrone di un altro reggimento; partecipò agli scontri sul Carso, a Monfalcone quota 77, a Pasian Schiavonesco nella 12ª battaglia dell'Isonzo, e nell'offensiva finale del 1918.

## Stato Pontificio
Corpo militare con funzione di guardia del romano pontefice di cui si ha notizia già ai tempi di papa Innocenzo VIII e quindi tradizionalmente secondo per antichità solo al corpo delle Guardie Svizzere. Era suddiviso in due compagnie di 50 militari con capitano per ognuna, con compiti di guardia presso l'anticamera dell'appartamento pontificio e nelle cerimonie solenni, nelle Cavalcate e nelle Cappelle pontificie e di cui soleva essere comandante il nipote del papa regnante. Il corpo venne fatto confluire insieme a quello delle Lance spezzate nel 1801 nella Guardia nobile. Dai loro alloggiamenti prese nome la vicina Porta Cavalleggeri.